# Woodstock (Minnesota)
Woodstock es una ciudad ubicada en el condado de Pipestone en el estado estadounidense de Minnesota. En el Censo de 2010 tenía una población de 124 habitantes y una densidad poblacional de 91,54 personas por km².

## Geografía
Woodstock se encuentra ubicada en las coordenadas 44°0′40″N 96°5′48″O / 44.01111, -96.09667. Según la Oficina del Censo de los Estados Unidos, Woodstock tiene una superficie total de 1.35 km², de la cual 1.35 km² corresponden a tierra firme y (0%) 0 km² es agua.

## Demografía
Según el censo de 2010, había 124 personas residiendo en Woodstock. La densidad de población era de 91,54 hab./km². De los 124 habitantes, Woodstock estaba compuesto por el 98.39% blancos, el 0% eran afroamericanos, el 0.81% eran amerindios, el 0.81% eran asiáticos, el 0% eran isleños del Pacífico, el 0% eran de otras razas y el 0% pertenecían a dos o más razas. Del total de la población el 0% eran hispanos o latinos de cualquier raza.